# Горбки
Горбки́ — село в Королівській громаді Берегівського району Закарпатської області України. Населення становить 615 осіб (станом на 2001 рік). Село розташоване за 7,2 кілометра від Виноградіва.

## Географія
Село Горбки лежить за 7,2 км на схід від районного центру, фізична відстань до Києва — 573,0 км.
| Клімат Туриці           | Клімат Туриці | Клімат Туриці | Клімат Туриці | Клімат Туриці | Клімат Туриці | Клімат Туриці | Клімат Туриці | Клімат Туриці | Клімат Туриці | Клімат Туриці | Клімат Туриці | Клімат Туриці | Клімат Туриці |
| Показник                | Січ.          | Лют.          | Бер.          | Квіт.         | Трав.         | Черв.         | Лип.          | Серп.         | Вер.          | Жовт.         | Лист.         | Груд.         | Рік           |
| Середній максимум, °C   | 0,4           | 2,8           | 8,8           | 15,3          | 20,7          | 23,4          | 25,2          | 24,8          | 20,9          | 15,2          | 7,7           | 2,6           | 14,0          |
| Середня температура, °C | −2,9          | −0,7          | 4,2           | 9,9           | 15,0          | 17,8          | 19,4          | 19,0          | 15,3          | 10,0          | 4,3           | −0,2          | 9,3           |
| Середній мінімум, °C    | −6,2          | −4,2          | −0,3          | 4,6           | 9,3           | 12,3          | 13,7          | 13,2          | 9,7           | 4,8           | 0,9           | −2,9          | 4,6           |
| Норма опадів, мм        | 47            | 40            | 42            | 50            | 74            | 94            | 80            | 73            | 48            | 45            | 53            | 61            | 707           |
| ----------------------- | ------------- | ------------- | ------------- | ------------- | ------------- | ------------- | ------------- | ------------- | ------------- | ------------- | ------------- | ------------- | ------------- |
| Джерело:                |               |               |               |               |               |               |               |               |               |               |               |               |               |

## Історія
В урочищі Мочар виявлено поселення перших століть нашої ери. Досліджувалося експедицією УжДУ в 1974 році.
12 лютого 1939 року відбулись вибори до Сойму Карпатської України, на яких абсолютну більшість голосів виборців (близько 92,4 %) здобули кандидати Українського національного об'єднання. У селі Горбки, яке належало до округи «Севлюш», за УНО проголосував 201 виборець, проти — 3.[джерело?]
16 березня 1939 року семеро студентів Севлюшської вчительської семінарії стримували атаки угорської армії на Карпатську Україну. Оточені ворогом, потрапили в полон і під час розстрілу співали гімн «Ще не вмерла Україна». Тіла вбитих мадяри скинули в Тису.

## Храм
Церква святих отців вселенського собору. 1903.
Спорудження типової мурованої церкви з бароковим завершенням вежі розпочали в 1891 р., а в 1903 р. церкву посвятили.
Церкву будували на гроші вірників. Значні кошти внесли сім’ї Юрія Петенка та Аґія, брати Бідзілі з сім’ями, які також дали для церкви землю. Церкву збудовано з каміння, деякі елементи – цегляні, а покрівля етернітова.
У 1931 р. церковний художник Ортман реставрував ікони та настінне малювання.
У 1908 р. в селі було 293 греко-католики, 2 римо-католики та 12 юдеїв. Із встановленням радянської влади церква була підпорядкована Московському православному патріархату з 1948 до 1989 р.
У 1970-х роках за куратора Івана Василькуна зроблено ремонт храму. Чотири дзвони встановлено на вежі, два з них подарували сім’ї Юрія Петенка та Айя. Один дзвін виготовив Ріхард Герольд. Коли почалася Перша світова війна, люди сховали дзвони в урвищі і їх не було реквізовано на військові потреби.
З 1990 р. церкву повернуто греко-католикам. Обслуговує громаду о. Леонтин Сайков.
Монастир Благовіщення пр. богородиці. 1926.
Заснував цей жіночий скит виходець із сусідньої Веряці ієромонах Венедикт (Довбак). У 1925 р. він став парохом у Горбках і вирішив там збудувати для себе окрему келію на підвищенні Горбок, купивши ділянку землі від Меланії Петенько. У 1926 р. з дозволу місцевої влади та архімандрита Олексія почав будувати триверху церкву на честь Благовіщення. Допомагали йому будувати ієромонахи Інокентій (Чопик), Серафим (Гайналь) та інші послушники, і незабаром церква була готова. У 1928 р. єпископ Володимир віддав скит монашкам.
У радянський період на початку 1960-х років монастир було зруйновано.
Спорудження нової п’ятибанної цегляної церкви на місці зруйнованої організували в 1994 р. Михайло Арділан, Федір Агій та Іван Агій, куратор Іван Дзюга з сином Михайлом, який веде будівництво, Василь та Петро Шароді, а матеріалами допомогли місцеві підприємства

## Населення
Станом на 1989 рік у селі проживало 579 осіб, серед них — 284 чоловіки і 295 жінок.
За даними перепису населення 2001 року в селі проживали 615 осіб. Рідною мовою назвали:
| Мова       | Кількість осіб | Відсоток |
| ---------- | -------------- | -------- |
| українська | 614            | 99,84%   |
| російська  | 1              | 0,16%    |

## Політика
Голова сільської ради — Староста Петро Іванович, _ року народження, вперше обраний у 2010 році. Інтереси громади представляють 16 депутатів сільської ради:
| Партія            | Кількість депутатів | Відсоток |
| ----------------- | ------------------- | -------- |
| самовисування     | 12                  | 75,00%   |
| «Партія регіонів» | 3                   | 18,75%   |
| «Відродження»     | 1                   | 6,25%    |

На виборах у селі Горбки працює окрема виборча дільниця, розташована в приміщенні школи. Результати виборів:
- Вибори Президента України 2004 (перший тур): 359 виборців взяли участь у голосуванні, з них за Віктора Януковича — 60,17%, за Віктора Ющенка — 27,58%, за Олександра Яковенка — 2,23%[11].
- Вибори Президента України 2004 (другий тур): 343 виборці взяли участь у голосуванні, з них за Віктора Януковича — 62,10%, за Віктора Ющенка — 34,99%[12].
- Вибори Президента України 2004 (третій тур): зареєстровано 419 виборців, явка 76,13%, з них за Віктора Януковича — 49,22%, за Віктора Ющенка — 46,39%[13].
- Парламентські вибори 2006: зареєстровано 445 виборців, явка 77,30%, найбільше голосів віддано за Партію регіонів — 24,71%, за блок Наша Україна — 21,51%, за Блок Юлії Тимошенко — 15,41%[14].
- Парламентські вибори 2007: зареєстровано 432 виборці, явка 62,04%, найбільше голосів віддано за Партію регіонів — 36,19%, за блок Блок Юлії Тимошенко — 24,25%, за Наша Україна — Народна самооборона — 21,27%[15].
- Вибори Президента України 2010 (перший тур): зареєстровано 449 виборців, явка 67,48%, найбільше голосів віддано за Віктора Януковича — 43,23%, за Юлію Тимошенко — 19,14%, за Арсенія Яценюка — 13,86%[16].
- Вибори Президента України 2010 (другий тур): зареєстровано 447 виборців, явка 64,65%, з них за Віктора Януковича — 59,52%, за Юлію Тимошенко — 32,18%[17].
- Парламентські вибори 2012: зареєстровано 454 виборці, явка 60,79%, найбільше голосів віддано за Партію регіонів — 34,78%, за УДАР — 22,83% та Всеукраїнське об'єднання «Батьківщина» — 19,57%.[18] В одномандатному окрузі найбільше голосів отримав Іван Бушко (Партія регіонів) — 59,07%, за Івана Балогу (Єдиний Центр) — 31,67%, за Іштвана Петрушку (Всеукраїнське об'єднання «Батьківщина») — 4,98%[19].
- Вибори Президента України 2014: зареєстровано 457 виборців, явка 53,61%, з них за Петра Порошенка — 60,41%, за Олега Ляшка — 10,20%, за Юлію Тимошенко — 5,71%[20].
- Парламентські вибори в Україні 2014: зареєстровано 459 виборців, явка 41,83%, найбільше голосів віддано за Блок Петра Порошенка — 26,56%, за «Народний фронт» — 23,96% та Всеукраїнське аграрне об'єднання «Заступ» — 19,79%.[21] В одномандатному окрузі найбільше голосів отримав Іван Балога (самовисування) — 36,46%, за Євгенія Ярину (самовисування) проголосували 31,77%, за Іштвана Петрушку («Народний фронт») — 9,38%[22].

## Туристичні місця
- В урочищі Мочар виявлено поселення перших століть нашої ери. 
- поклади бурого вугілля 
- храм святих отців вселенського собору. 1903.
- Монастир Благовіщення пр. богородиці. 1926.